# Лодрино
Лодрѝно (на италиански: Lodrino, на източноломбардски: Ludrì, Лудри) е село и община в Северна Италия, провинция Бреша, регион Ломбардия. Разположено е на 725 m надморска височина. Населението на общината е 1713 души (към 2013 г.).